# Numero di gara (motociclismo)

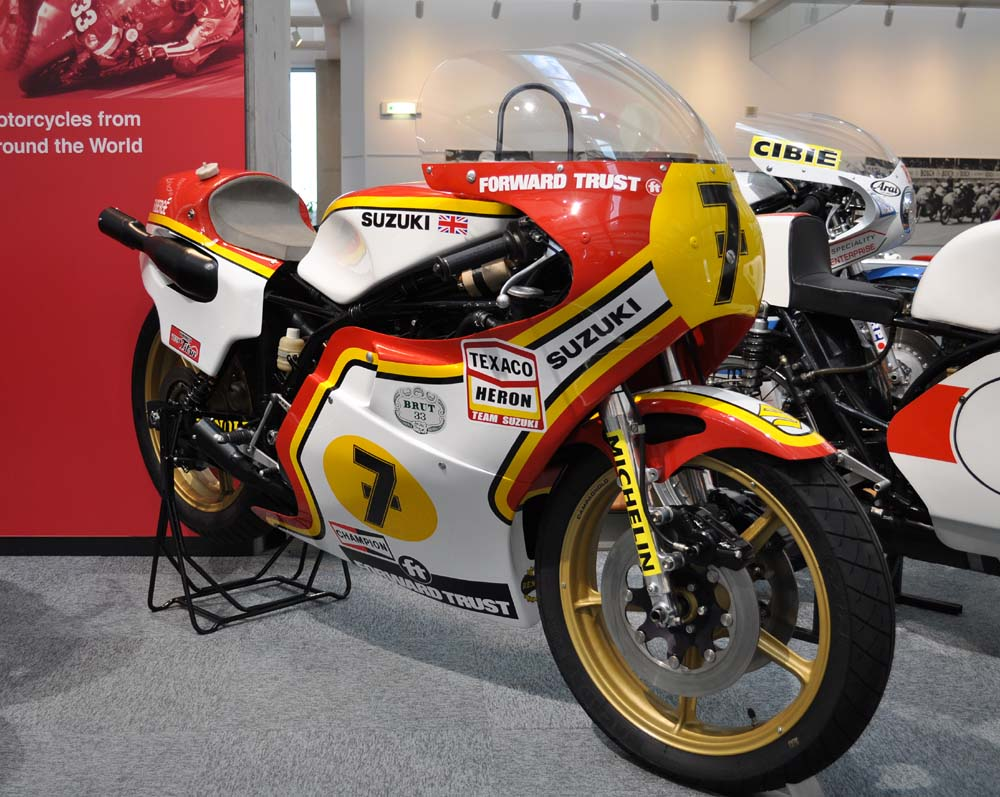
La Suzuki RG 500 campione del mondo 1977 di Barry Sheene: il pilota britannico fu il primo a rinunciare a portare in gara il numero 1 di campione in carica, mantenendo il suo numero 7.

Il numero di gara contraddistingue ogni concorrente in una gara di motociclismo per consentirne una rapida identificazione da parte dei commissari di gara e del pubblico.
Nelle competizioni motociclistiche, i numeri vengono generalmente assegnati ai piloti sulla base della classifica finale dell'anno precedente, ma possono anche essere scelti dai piloti stessi a seconda delle loro preferenze. Il numero assegnato (o scelto) all'inizio del campionato viene mantenuto tale per tutta la stagione.
L'unico numero che non può mai essere scelto è il numero 1 che viene riservato al vincitore del campionato precedente. Se questi preferisce gareggiare con un numero differente, la tabella numero 1 non può comunque essere assegnata a nessun altro concorrente.
Il primo pilota del motomondiale a rinunciare al numero 1 di campione del mondo preferendo gareggiare con il suo numero identificativo, il "7", fu Barry Sheene. In seguito ciò fu replicato, tra gli altri, da Valentino Rossi che ha sempre corso con il "46", il numero di gara di suo padre Graziano; da Antonio Cairoli, che ha preferito farsi identificare con il "222", scelto perché era il numero inciso sul telaio della sua prima moto; e da Stefan Everts e Marc Márquez i quali, nonostante i titoli mondiali vinti, hanno sempre preferito utilizzare il "72" il primo e il "93" il secondo, rispettivamente i loro anni di nascita.

## Numeri ritirati
A causa del forte legame che si viene spesso a creare fra un pilota e il suo numero di gara, è divenuta abitudine degli organizzatori quella di "ritirare" i numeri appartenuti a piloti particolarmente significativi.
Il numero 34 di Kevin Schwantz è stato ritirato dalla classe regina del motomondiale in omaggio al pilota statunitense, che lo aveva utilizzato per tutta la carriera, abbandonandolo solo per il numero 1 di campione uscente. Similmente, nel corso del fine settimana del Gran Premio d'Italia 2022 è stato ritirato il numero 46 di Valentino Rossi, che il pilota italiano non ha mai abbandonato per tutta la sua carriera nel motomondiale, neanche quando ne avrebbe avuto la possibilità poiché iridato uscente.
Tra i ritiri a seguito di eventi luttuosi, il numero 74 di Daijirō Katō, scomparso per i postumi dell'incidente nel Gran Premio del Giappone 2003, è stato ritirato dagli organizzatori del motomondiale in occasione del successivo Gran Premio del Pacifico; così come il numero 58 di Marco Simoncelli, scomparso durante un incidente nel Gran Premio della Malesia 2011, è stato ritirato in occasione del Gran Premio di San Marino e della Riviera di Rimini 2016. Durante il fine settimana del Gran Premio delle Americhe 2019 è stato ritirato anche il numero 69 di Nicky Hayden, scomparso due anni prima in un incidente stradale.

## Colori
Per facilitare il riconoscimento delle varie categorie di moto, il regolamento della Federazione Internazionale di Motociclismo impone formalmente determinate combinazioni cromatiche per le tabelle porta numero. Nello specifico:
- fino al 1983 nella classe 50, e poi fino al 1989 nella successiva classe 80, c'era il numero nero su sfondo bianco.
- fino al 1991 nella classe 125 c'era il numero bianco su sfondo nero.
- fino al 1991 nella classe 250 c'era il numero bianco su sfondo verde.
- fino al 1982 nella classe 350 c'era il numero bianco su sfondo blu.
- fino al 1991 nella classe 500 c'era il numero nero su sfondo giallo.

Nel passato, tutte le moto dovevano obbligatoriamente rispettare colori e dimensione dei caratteri imposti, pena la squalifica; tuttavia dal 1992 tali regole vengono generalmente derogate a favore degli sponsor delle squadre, e i colori sono divenuti de facto liberi, purché il numero del pilota sia ben riconoscibile a colpo d'occhio.
Nelle altre categorie, in Superbike si conserva ancora la tradizione di avere il numero nero su sfondo bianco, pur lasciando molto più spazio agli sponsor rispetto al passato. Peculiarità del motocross è invece quella di assegnare una tabella dallo sfondo rosso al corridore leader della classifica generale in quel momento della stagione.

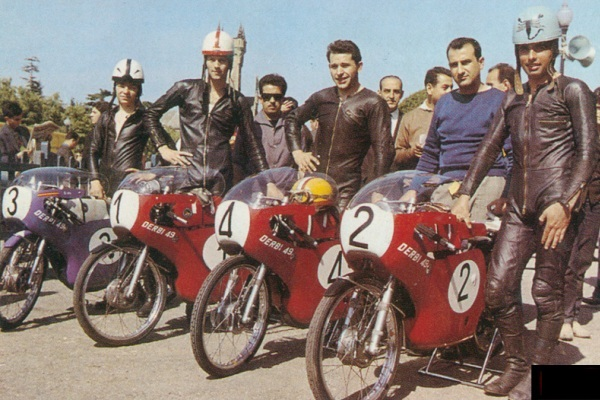
La squadra Derbi nel 1964: i numeri neri su sfondo bianco indicavano la classe 50, poi ereditati dalla 80cc.
Pier Paolo Bianchi su HuVo-Casal nel 1984: i numeri neri su sfondo bianco, eredità della 50cc, indicavano la classe 80.
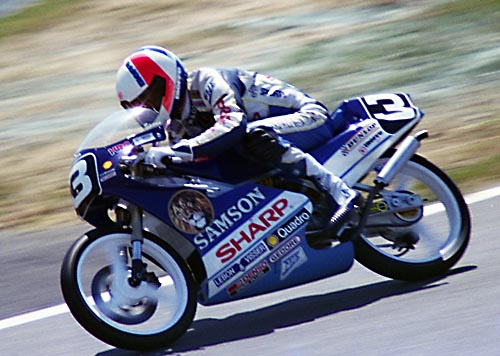
Hans Spaan su Honda nel 1989: i numeri bianchi su sfondo nero indicavano la classe 125.
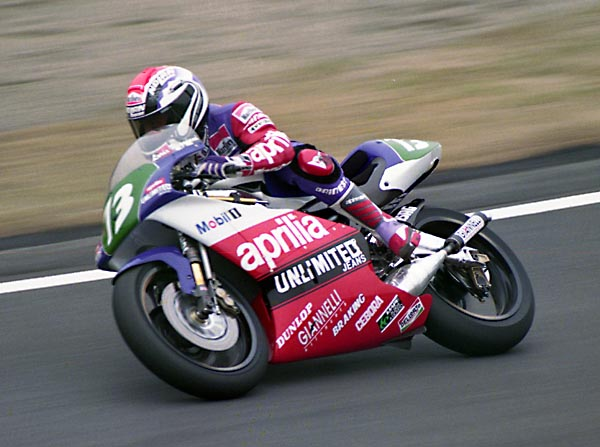
Loris Reggiani su Aprilia nel 1992: i numeri bianchi su sfondo verde indicavano la classe 250.
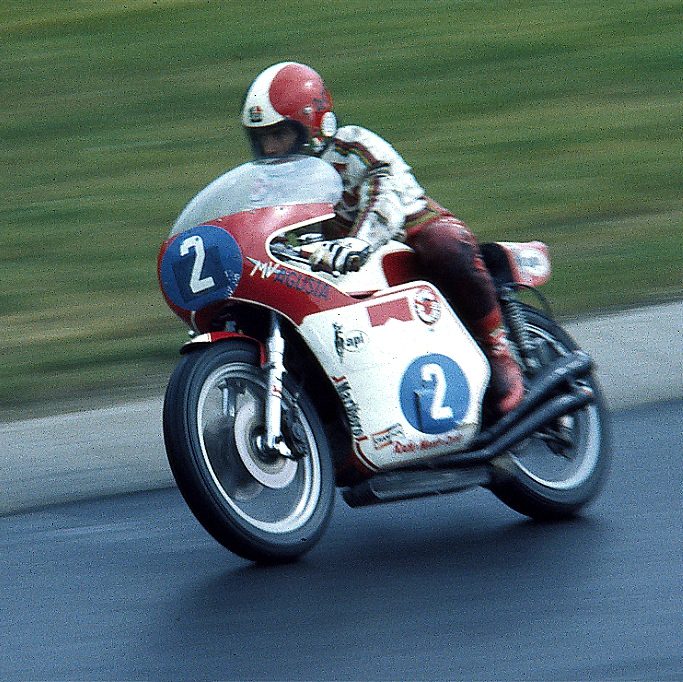
Giacomo Agostini su MV Agusta del 1978: i numeri bianchi su sfondo blu indicavano la classe 350.
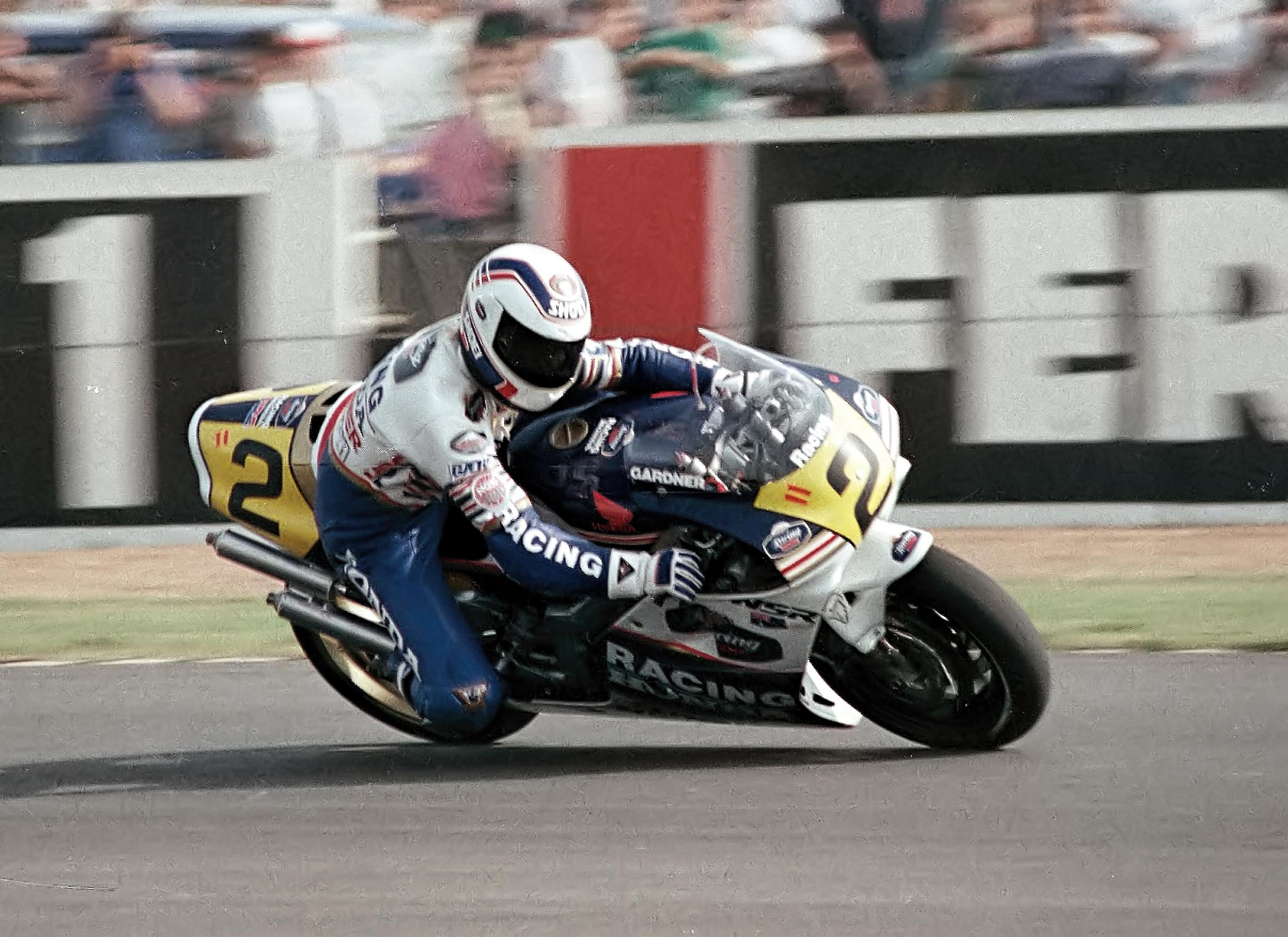
Wayne Gardner su Honda nel 1989: i numeri neri su sfondo giallo indicavano la classe 500.
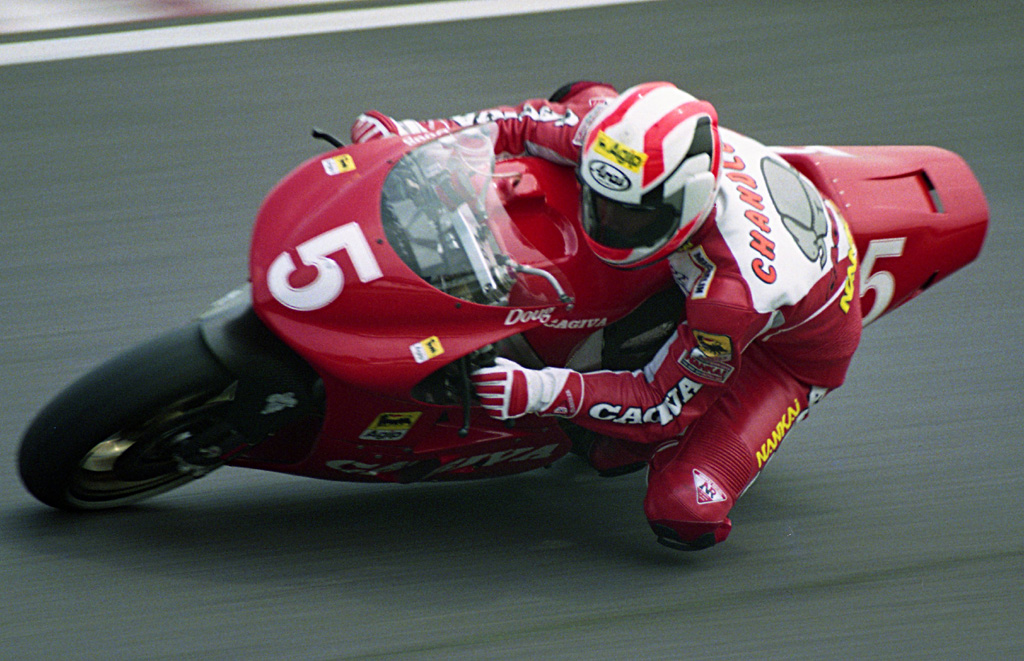
Doug Chandler su Cagiva nel 1993, in classe 500, con il regolamento sui colori ormai abolito.
Carl Fogarty su Ducati nel 1999: la Superbike mantiene tuttora la tradizione dei numeri neri su sfondo bianco.
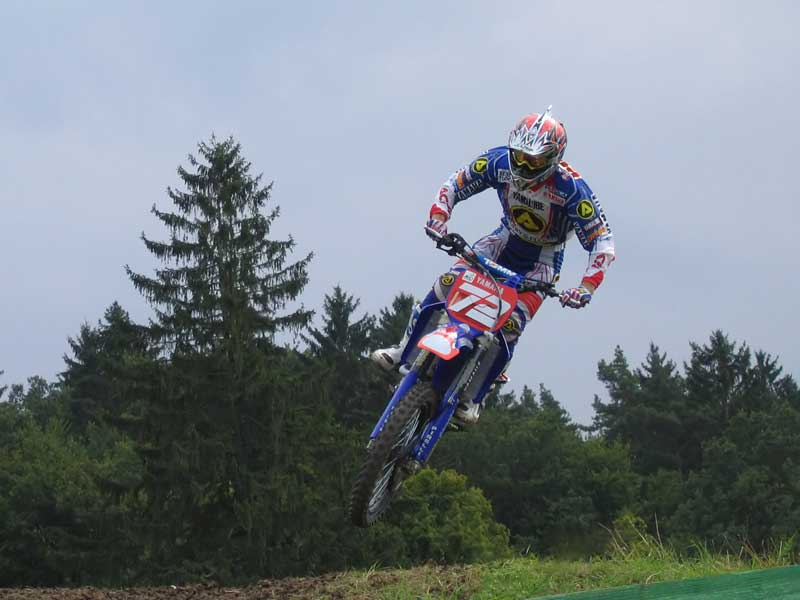
Stefan Everts su Yamaha nel 2005: nel motocross la tabella rossa indica il leader della classifica.